# Compsophorus dimidiatus
Compsophorus dimidiatus är en stekelart som först beskrevs av Morley 1915.  Compsophorus dimidiatus ingår i släktet Compsophorus och familjen brokparasitsteklar. Inga underarter finns listade i Catalogue of Life.